# Kummelskär (Lemland, Åland)
Kummelskär är en ö i Åland (Finland). Den ligger i Ålands hav eller Skärgårdshavet och i kommunen Lemland i landskapet Åland, i den sydvästra delen av landet. Ön ligger omkring 20 kilometer söder om Mariehamn och omkring 270 kilometer väster om Helsingfors.
Öns area är 4 hektar och dess största längd är 300 meter i sydöst-nordvästlig riktning.